# Bénac (Altos Pirineos)
 Bénac  es una comuna y población de Francia, en la región de Mediodía-Pirineos, departamento de Altos Pirineos, en el distrito de Tarbes y cantón de Ossun. Está integrada en la Communauté de communes du Canton d'Ossun.

## Demografía
Su población en el censo de 1999 era de 473 habitantes.
| 380 | 406 | 399 | 436 | 478 | 473 |
| Para los censos de 1962 a 1999 la población legal corresponde a la población sin duplicidades (Fuente: INSEE [Consultar]) |     |     |     |     |     |